# Aztekophilus storkani
Aztekophilus storkani är en mångfotingart som beskrevs av Karl Wilhelm Verhoeff 1934. Aztekophilus storkani ingår i släktet Aztekophilus och familjen storjordkrypare. Inga underarter finns listade i Catalogue of Life.